# Jean Pérol
 (février 2022).
Si vous disposez d'ouvrages ou d'articles de référence ou si vous connaissez des sites web de qualité traitant du thème abordé ici, merci de compléter l'article en donnant les références utiles à sa vérifiabilité et en les liant à la section « Notes et références ».
Jean Pérol, né en 1932 à Vienne (Isère), est un romancier et poète français.

## Biographie
Jean Pérol passe son enfance et son adolescence dans le Sud-Est de la France. Il fait ses études supérieures à Lyon
Poète, il fréquente notamment Roger Vailland.
En 1961, il part pour le Japon où il séjournera, à diverses reprises, pendant plus de vingt ans ; entre autres fonctions, il y dirige l’Institut français de Tokyo de 1984 à 1989. Nommé à différents postes, Jean Pérol a aussi vécu en Louisiane, puis à Kaboul en Afghanistan, avant de retourner au Japon.
De retour en France en 1989, il partage sa vie entre Paris et l'Ardèche, après un séjour de deux ans à New York de 1992 à 1994.
Depuis 1989, il est membre de l'Académie Mallarmé et du jury du prix Roger-Kowalski.
En 1995, il publie un livre d'entretiens avec une dizaine de grands auteurs japonais contemporains, dont Yasunari Kawabata, Shōhei Ōoka, Yukio Mishima, etc., entrelacés de commentaires sur la littérature japonaise, sous le titre Regards d'encre - Écrivains japonais 1966-1986.
Jean Pérol a collaboré à La Nouvelle Revue française, aux Lettres françaises et au Magazine littéraire.

## Œuvres
- 1953 : Sang et raisons d'une présence, Seghers
- 1957 : Le Cœur de l'olivier, éditions Armand Henneuse
- 1959 : Le Feu du gel, éditions Armand Henneuse
- 1961 : L'Atelier, Guy Chambelland
- 1965 : D'un pays lointain, Shichosha (Japon)
- 1965 : Le Point vélique, Guy Chambelland
- 1968 : Le Cœur véhément, Gallimard
- 1970 : Ruptures, Gallimard
- 1972 : Maintenant les soleils (journal- poèmes), Gallimard
- 1978 : Morale provisoire, Gallimard
- 1982 : Histoire contemporaine, Gallimard
- 1986 : Tokyo, Champ Vallon
- 1987 : Asile exil, La Différence
- 1989 : Pouvoir de l'ombre, La Différence
- 1990 : Imaï, La Différence
- 1992 : La Nouvelle-Orléans, Champ Vallon
- 1995 : Regards d'encre, écrivains japonais 1966-1986, La Différence
- 1998 : Ruines-mères, Le Cherche-Midi, 1998
- 1998 : Un été mémorable, roman, Gallimard
- 2004 : À part et passager, La Différence
- 2007 : Le soleil se couche à Nippori, roman, La Différence
- 2012 : Libre livre, Gallimard
- 2014 : La Djouille, roman, La Différence
- 2018 : L'infini va bientôt finir, Éditions La Rumeur Libre

## Prix et distinctions

### Décoration
- Chevalier de l'ordre des Arts et des Lettres

### Prix littéraires
- 1978 : Prix Yvonne-Lenoir de la Société des gens de lettres pour Morale provisoire
- 1987 : Prix Mallarmé pour Asile exil et pour l'ensemble de son œuvre[1]
- 1998 : Prix Au.tr.es meilleur roman (ex-prix Rhône-Alpes pour le livre) et prix Humanités Massillon pour son roman Un été mémorable
- 1998 : Lauréat du festival du Premier roman de Chambéry pour son premier roman Un été mémorable
- 2004 : Prix Max-Jacob pour A part et passager
- 2025: Prix Sirène Lapérouse pour Le vieil air du monde